# Parametopides niveoscutellatus
Parametopides niveoscutellatus là một loài bọ cánh cứng trong họ Cerambycidae.